# Cathal J. Dodd
Cathal J. Dodd es un actor de voz que ha aparecido en muchas serie animadas de los personajes de Marvel Comics. El colaboró con su voz para Wolverine en X-Men animated series, y también para el antiheroe Random Virus de la serie de la BBC, Ace Lightning.

## Filmografía

### Videojuegos
Wolverine en:
- X-Men: Children of the Atom
- Marvel Super Heroes
- X-Men vs. Street Fighter
- Marvel Super Heroes vs. Street Fighter
- Marvel vs. Capcom: Clash of Super Heroes
- Marvel vs. Capcom 2: New Age of Heroes
- Marvel Nemesis: Rise of the Imperfects
- X-Men: Mutant Academy
- Tony Hawk's Pro Skater 3

Capitán América en:
- Marvel Super Heroes vs. Street Fighter
- Marvel vs. Capcom: Clash of Super Heroes
- Marvel vs. Capcom 2: New Age of Heroes

### Series de Televisión
- Wolverine en X-Men: La Serie Animada
- Wolverine en Spider-Man: La Serie Animada
- Wolverine en X-Men '97
- Random Virus en Ace Lightning
- Blackbeard en Time Warp Trio